# 삼해암군
삼해암군은 함경북도 삼해·부윤·관모봉·라선 등지에 분포하고 있는 상부원생대 멸악산구조운동시기에 형성된 육대형의 염기성-초염기성 소관입암체들이다.

## 개요
삼해암군은 함북습곡대 안의 융기대에 드러나있는 염기성-초염기성 관입암체들을 포괄하는 용어로, 처음으로 드러난 것은 1960년-1961년 축척 1:20만 회령-라진도폭을 조사할 때였다. 이 때 삼해지구의 삼해관입암체가 발견되었는데 이 당시에는 관입암체들이 데본기의 락산통을 관입하고 있고 트라이아스기의 두만강암군 화강암에 의해 관입되고 있으므로 페름기로 설정했다. 이후 관입암체의 절대연령이 5억 6800만년이라는 것이 밝혀지면서 상부원생대로 설정되었다.
한편, 부윤·관모봉 지구의 삼해암군은 1960-1961년 축척 1:20만 청진도폭 조사시 상부원생대 삼해암군으로 설정되었다.
라선의 염기성-초염기성암은 축척 1:20만 회령-라진도폭 조사에서 하부원생대층 안의 각섬암으로 보았다가 이후 삼해암군으로 소속되었다.
1979년 전국지질탐사부문 과학토론회에서는 삼해·부윤·관모 지구의 염기성-초염기성 관입암체를 모두 묶어 그 시대를 상부 원생대로 확정하고 삼해암군으로 명명하였다.
삼해암군의 관입암체들은 하부원생대 습곡대 안에 놓이며 염기성-초염기성의 조성을 가진다. 구리-니켈광상과 성인적으로 연계되어있다.
분포지역은 관모융기대의 서쪽인 관모봉지구, 삼해, 라선, 룡수지구 등이다.

## 특징
삼해암군의 특징은 다음과 같다.
1. 초염기성-염기성암으로 되어 있으며 거의 모든 관입암체들이 염기성암인 각섬석휘장암을 바탕으로 하고 있다. 초염기성암으로 된 관입암체도 전형적인 각섬석암, 각섬석감람암에 비해 초염기성 조성성분의 함량이 20-30%가량 낮다.
2. 관입암체에서 암장결정분화작용이 뚜렷히 나타나며 결정분화작용은 점진적으로 진행되었다.
3. 관입암체에서 투각섬석-양기석화작용, 섬유각섬석화작용, 사문석화작용, 극히 드문 활석화작용은 암장결정분화작용에 의한 변성작용으로 암장결정분화작용의 마지막 단계에 생긴 세립각섬석암, 세립각섬석휘장암, 거정각섬석휘장암이 생긴 시기보다 이르게 진행되었다.
4. 관입암체가 생길 때 동-니켈광석이 같이 생겼다. 동-니켈광석은 사장석각섬석암, 휘장각섬석암, 휘장암에 치우쳐있다, 드물게 각섬석암, 각섬석휘장암에서 나는 경우에는 관입암체의 내부 하반에 치우쳐있다. 분화계열암석과 거의 같은 시기에 생긴 광석과 분화계열보다 늦게 생긴 광석으로 나눌 수 있는데, 같은 시기에 생긴 광석은 함광암과의 경계가 똑똑하지 않으며 광석의 형상이 암석의 형상과 비슷하다. 늦게 생긴 광석은 그것을 품고 있는 암석과의 경계가 명확하며 수 m - 십여 m 의 맥상으로 나며 세립·미립각섬석암에 잘린다. 동-니켈광석은 결정분화가 잘 진행되고 자변성작용이 겹쳐있으며 관입암체의 염기성조성성분이 우세할 때 많이 침전된다. 일부 초염기성암으로만 된 관입암체에 생기는 경우에는 자변성을 받은 사장석각섬암의 경계부에 치우쳐있다.
이상과 같은 특징들에 의해 삼해암군은 심부에서 용승한 염기성암장의 결정분화작용에 의해 생긴 암장생관입체들로 이루어져있으며 이들이 품고 있는 동-니켈광상은 암장생광상에 속한다고 보여진다.

### 삼해지구
삼해지구의 관입암체는 부거-삼해-서리에 있는 삼해관입암체와 남서쪽 연대봉을 중심으로 위치하는 연대봉관입암체로 나누어진다.

#### 삼해관입암체
하부원생대 무산층군의 편마암, 편암으로 이루어진 배사의 서쪽날개에 있는 북북동방향의 파쇄대에 위치하고 있는데 북동 20-40˚방향으로 주향을 가지며 북서 60-80˚로 경사지고 있다. 그 형태와 크기는 길이 12.8 km, 폭 0.4-1.2 km 평균폭 0.8 km인 긴 주상암체이다.
암체의 동쪽과 서쪽 가장자리는 무산층군의 편마암과 맞대고 있으며 서남쪽은 단천암군 화강암에 의해 관입당하고 있으며 북동쪽은 두만강암군의 화강암에 의해 관입되고 있다.
관입암체 안에는 무산층군의 흑운모편마암과 각섬편암의 포로암을 품고 있는데 이들은 관입암체의 긴 축방향과 같은 방향으로 배열되어있다.
삼해관입암체의 암상은 섬록암, 각섬석휘장암, 각섬석암, 휘암, 각섬석감람암과 분화유도된 세립각섬석암, 세립각섬석휘장암으로 되어 있다.
- 섬록암 : 관입암체의 변두리에 있으며 그 폭은 50-100 m이다. 섬록암은 배태암과 맞붙은 곳에서는 석영섬록암으로 넘어가며 관입암체 안쪽으로 갈수록 휘장섬록암으로 변화한다.
- 각섬석휘장암 : 총 면적의 75% 이상을 차지하는 주된 암석으로 주로 남서쪽에 많이 분포하고 있다. 작은 각섬석암, 각섬석감람암체들이 수십 개 각섬석휘장암 안에 갇혀있다.
- 각섬석감람암 : 관입암체 북쪽에 있다. 각섬석암, 사장석각섬암과 같이 나타난다.
- 각섬석암 : 각섬석휘장암안에 군데군데 들어있다. 흔히 사장석각섬암, 휘암, 각섬석감람암과 같이 나타나고 있다. 삼해관입암체의 중요한 함광암이다.
- 휘암 : 극히 제한되어 나타나는데 각섬석감람암과 각섬암 안에서만 볼 수 있다. 조립질이며 덩이져 있다.

삼해관입암체에서 동과 니켈의 주요 함광암은 휘석각섬석암, 각섬석암, 사장석각섬석암이며 주요 동과 니켈광물은 황동광과 유철니켈광이다. 광체는 각력상·밀집·산광 상태로 나타나는데 함광암의 하반에 밀집광체가, 산광상 광체가 상반에 있는 경우가 많다.

#### 연대봉관입암체
청진시 청암구역 부거리 동쪽의 연대봉을 중심으로 길이 1 km, 폭 1km 로 드러나있다. 하부원생대 무산층군 흑운모편마암을 관입하고 있으며 단천암군 흑운모화강암에 의해 뚫렸다.
관입암체의 암상은 감람석소장암, 각섬석휘장암, 각섬석감람암으로 되어 있다.
- 감람석소장암 : 녹색을 띈 덩이로 산출된다. 감람석 8-10%, 자소휘석 20-25%, 보통휘석 10-15%, 각섬석 8-10%, 사장석 40-50%로 이루어져있으며 기타 광물로 자류철광, 유철니켈광, 황동광, 황철광 등이 있다. 각섬석감람암체가 감람석소장암 안에 약간 들어있다.
- 각섬석감람암 : 감람석소장암 내에 갇혀서 약간 나타난다. 암회색을 띄며 덩이로 난다. 주 성분 광물은 감람석 8-10%, 자소휘석 20%, 보통휘석 ~5%, 각섬석 50-60%, 비각섬석 20%, 사장석 5-10%이며 그 외 자류철광, 유철니켈광, 황동광, 황철광 등이 있다.
- 각섬석휘장암 : 휘록색을 띄고 조립질이며 덩이져 나타난다. 보통각섬석 30-40%, 소량의 휘석, 사장석 50-70%로 구성되어 있다.

연대봉관입암체와 연계된 광상은 알려져 있지 않다.

### 룡수-웅상지구
라선 관곡동과 선봉항 동남쪽 기슭 그리고 웅상로동자구에 분포하고 있다. 초기에는 하부원생대 관입암으로 보았으나 함경북도 조사측량대와 선봉지질탐사대가 니켈의 함광성을 보고함에 따라 삼해암군으로 설정되었다.
관입암체는 하부원생대 무산층군인 흑운모편마암, 각섬편암의 편리와 같은 북동 10-30˚ 주향의 렌즈상이나 맥상으로 놓여있다.
관입암체의 암상은 각섬석감람암, 각섬석암, 각섬석휘장암, 휘장섬록암으로 되어있다.
- 휘장암:휘장섬록암은 관입암체 주변에 위치한다.
- 각섬석감람암:휘장암, 각섬석암 안에 불규칙한 모양의 덩이로 나다가 구조대 주변에서는 편암상 석리를 나타낸다. 중립질이며 암회색을 띄고 있다. 주된 광물은 사문석화된 감람석 ~10%, 활석화된 휘석 2-5%, 양기석과 투각섬석, 사장석 1-2%가량이다. 부광물은 자철광, 티탄철광, 자류철광 등이 있다. 감람석과 휘석은 교대잔류물로 남아있는데 드물게 반자형 입상으로 난다.
- 각섬석휘장암:각섬석 40-70%와 사장석으로 이루어진 암회색의 암석으로 룡수-웅상지구 관입암체의 기본 암석이다. 사장석은 조회장석과 중성장석으로 되어 있는데 그 비는 5:3이다. 각섬석은 보통각섬석이며 일부는 녹니석화, 섬유각섬석화되었다.

### 부윤지구
부윤지방의 관입암체는 청진시 부윤구역 부윤 2동의 라북천을 중심으로 동쪽으로는 마유산, 서쪽은 천중, 북쪽으로는 마양의 서남지구에 걸쳐 50여개가 알려져 있다. 관입암체들은 하부원생대 무산층군의 흑운모편마암, 흑운모각섬석편마암, 반상미사장석편마암 및 그 혼성암에 있는 편리와 같은 방향으로, 긴 렌즈상으로 나타나는데 습곡의 힌지 가까이와 날개에 드러나고 있다. 습곡구조에 의존하여 선상으로 불연속적으로 나타나는데 주로 라북천 암쇄대의 서쪽에 치우쳐있고 남쪽으로는 제한되어 있다.
라북천 압쇄대에서 천중으로 가면서 관입암체들에서는 초염기성암이 적어지고 염기성암이 많아진다. 일부 관입암체에는 결정분화작용의 마지막 단계에 잔류용융체에서 분화유도된 세립각섬석암, 세립각섬석휘장암의 세맥들이 있다.
부윤지방의 관입암체들은 일반적으로 암체 가운데의 초염기성인 각섬석감람암, 각섬석암과 그 바깥의 사장석각섬석암, 각섬석휘장암으로 되어 있으며 안쪽에서 바깥으로 갈수록 알갱이가 작아지고 압쇄편리가 나타난다.
암상은 아래와 같다.
- 각섬석감람암: 흔히 각섬석암, 사장석각섬석암과 공생하나 드물게 단일암석으로 된 관입체도 있다. 암회색을 띄고 중립질이며 덩이모양 석리를 나타낸다. 회백색의 금운모가 빈도 높게 불균질한 형태로 들어있다. 보통각섬석 5-10%, 휘석 ~5%, 각섬석 10-20%, 비각섬석 20-30%, 양기석-투각섬석 40-50%, 흑운모, 금운모 ~5%, 사장석 1-5%, 녹니석 1-3%, 자류철광, 류철니켈광, 자철광, 티탄철광 등의 금속광물 ~5%로 이루어져있다. 감람석은 비각섬석과 갈색보통각섬석 안에 불규칙한 교대잔류물로 있고 벽개면을 따라 사문석화되면서 겉면에 미립자철광이 나온다.

금운모와 흑운모는 자주 녹니석으로 대체되면서 자철광의 포과물을 품고 있다.
- 각섬석암:양기석각섬석암, 양기석암으로 나뉜다. 사장석각섬석암은 각섬석암의 변두리에 위치한다. 각섬석암은 사장석각섬석암, 각섬석휘장암 등과 공생하며 하나의 관입암체를 이룬다. 그러나 드물게 각섬석암으로만 된 관입암체가 나타나는데 이 때 변두리에 세립질의 각섬석휘장암대가 나타난다. 각섬석암의 색은 암회색이며 반자형 입상이다. 양기석암의 경우에는 회록색이며 덩이모양 석리를 가진다.

자류철광, 류철니켈광 등을 비롯한 금속광물은 불규칙한 입상으로 각섬석암의 각섬석알갱이 사이들과 벽개면을 따라 충진되어 있다. 부윤지구에서 양기석각섬암, 양기석암, 사장석각섬암은 중요한 함광암이다.

### 관모봉지구
관모봉지방의 관입암체들은 경성군 경성읍의 북쪽과 과천벌 및 봉파 등지에 30여개가 알려져 있다.
관입암체는 무산층군의 혼성암과 화강편마암 안의 주향과 같은 북동방향으로 줄지어있으며 단천암군 화강암에 의해 관입되고 있다. 관입암체의 주향은 북동 20-40˚, 경사는 남동 60-80˚이다.
관입암체의 크기와 모양은 제각각이지만 보통 관입암체가 작을수록 긴 렌즈-맥상이고 클수록 렌즈상으로 나타난다.
암상은 아래와 같다.
- 감람암:암회색이며, 입상, 덩이모양석리이다. 주로 감람석으로 되어 있으며 드물게 사장석이 들어가 있다. 그 외 티탄철광, 지르콘 등이 들어가 있다. 감람석은 사문석으로 변질되었다.

이 지역에서는 관입암체들의 분화작용이 원만하게 진행되지 못하여 관입암의 구성이 비교적 단순하다.
- 각섬석감람암:천벌 1호,2호,4호 관입암체, 원수골관입암체, 봉파지구의 선바위관입암체, 삼거리관입암체의 가운데 부분에 있다. 암회색이며 덩이모양석리를 가진다. 구성광물은 감람석 5-20%, 휘석 ~3%, 각섬석 60-80%, 양기석, 사장석, 운모류이며 티탄철광, 자철광, 유화광물 등을 포함하고 있다.

감람석은 사문석으로 교대되면서 자철광을 수반하고 각섬석은 투각섬석, 양기석으로, 흑운모는 녹니석, 사장석은 녹염석으로 교대되었다. 사장석이 10%까지 들어있어 사장석각섬석암으로 나는 경우도 있다.
- 휘암, 휘석각섬석암:각섬석감람암과 각섬석암사이에 들어있다. 감람석 ~15%, 휘석 15~30%, 각섬석, 금속광물로 되어있다. 각섬석은 사문석화되어있으며 휘석은 완화휘석이 우세하다. 휘석은 각섬석화되어있으며 각섬석은 투각섬석·양기석화되어있다. 일부는 섬유각섬석화되었다.

관모봉지구에서 중요한 함광암은 사장석각섬암이다. 암장결정분화작용이 진행된 관입암체 하반에 밀집광체가 오고 상반에 산광광석이 나타난다.

## 같이 보기
- 무산층군
- 제1차 층서회의

## 참고 문헌
- 류종락 외. 조선지질구성 (4), 공업출판사. 1990